# Rhodostrophia bicolor
Rhodostrophia bicolor är en fjärilsart som beskrevs av W. Warren 1895. Rhodostrophia bicolor ingår i släktet Rhodostrophia och familjen mätare. Inga underarter finns listade.